# Digitalis parviflora
Digitalis parviflora är en grobladsväxtart som beskrevs av Nikolaus Joseph von Jacquin. Digitalis parviflora ingår i släktet fingerborgsblommor, och familjen grobladsväxter. Inga underarter finns listade i Catalogue of Life.

## Bildgalleri

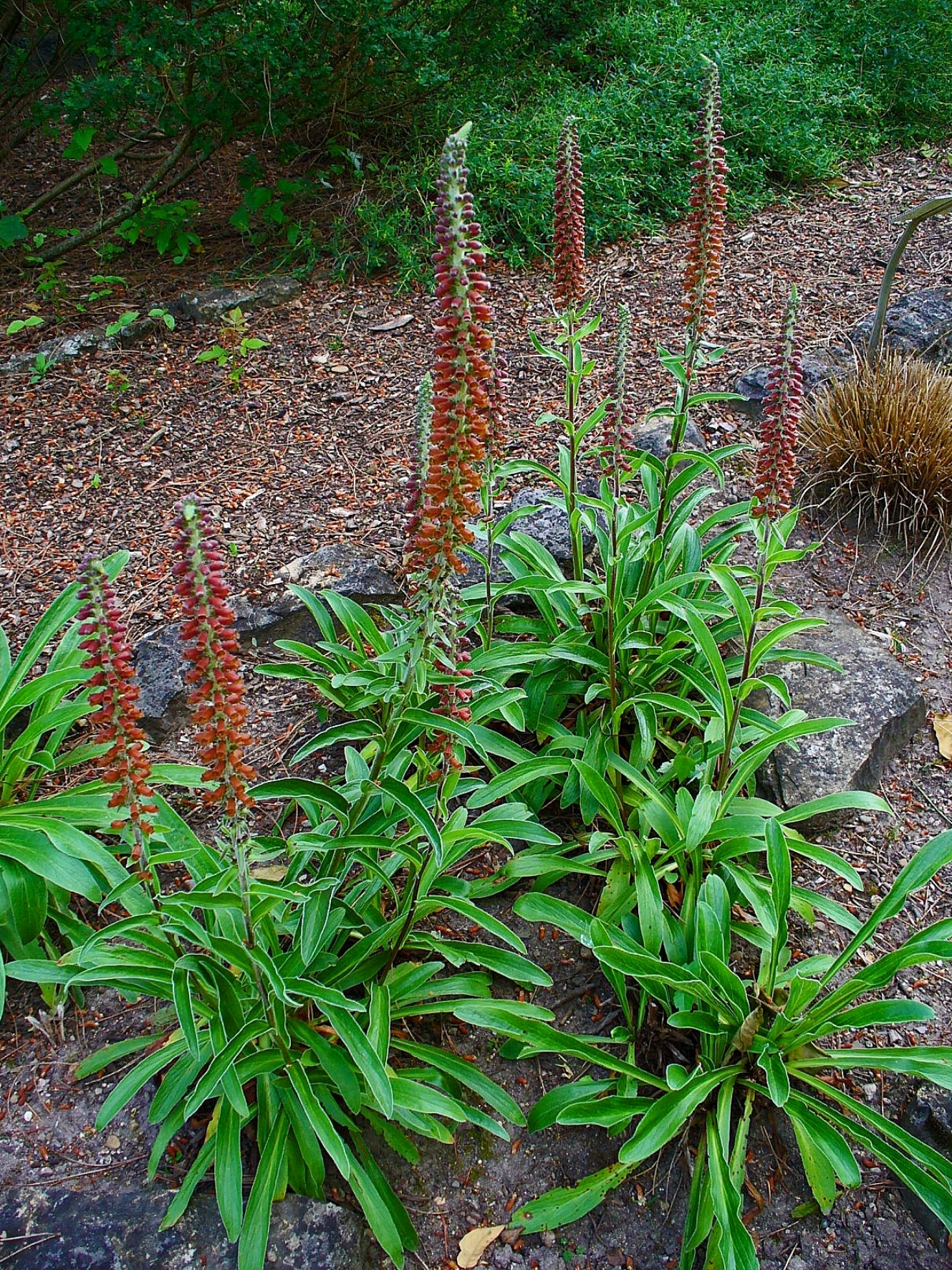
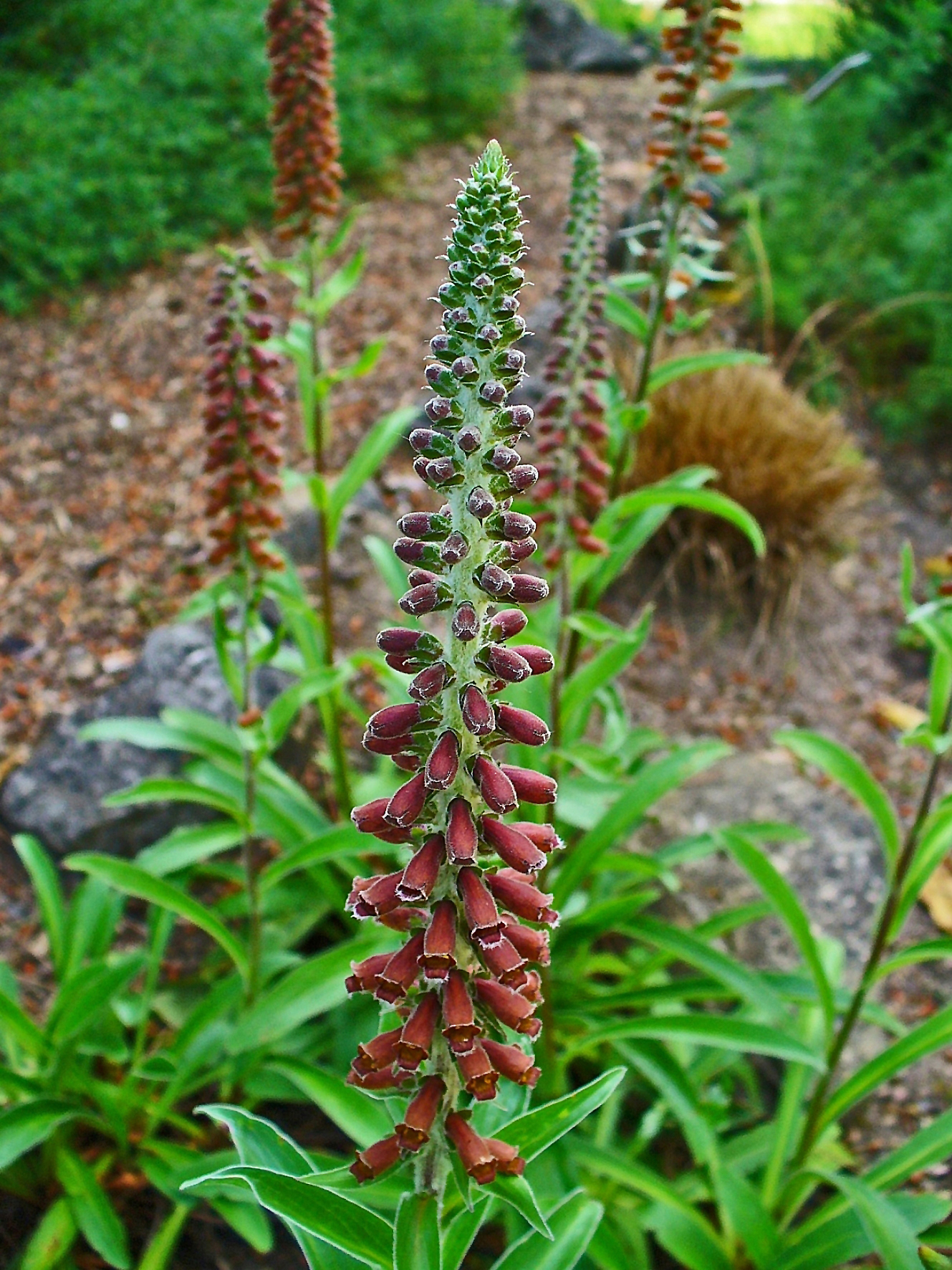
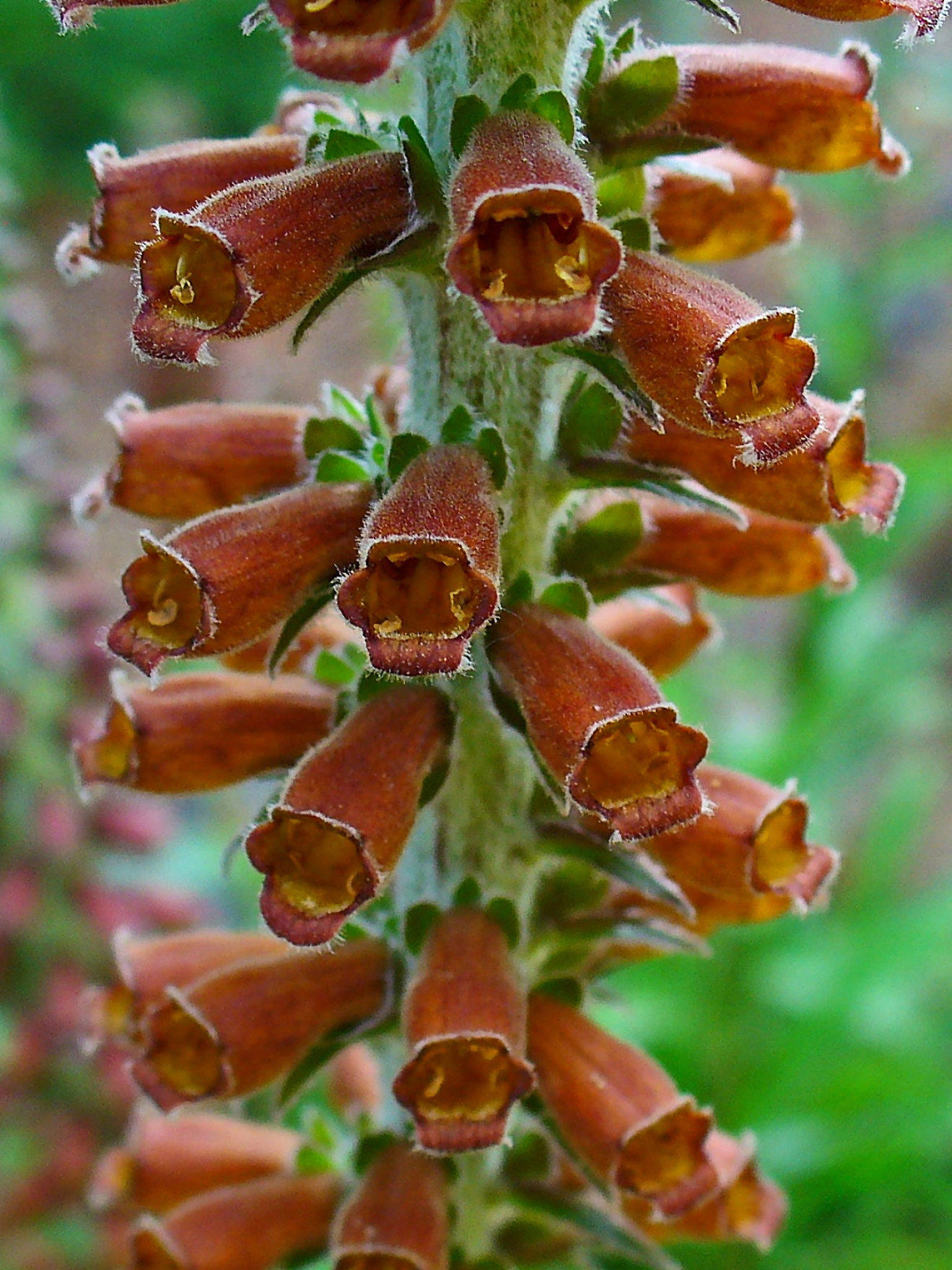
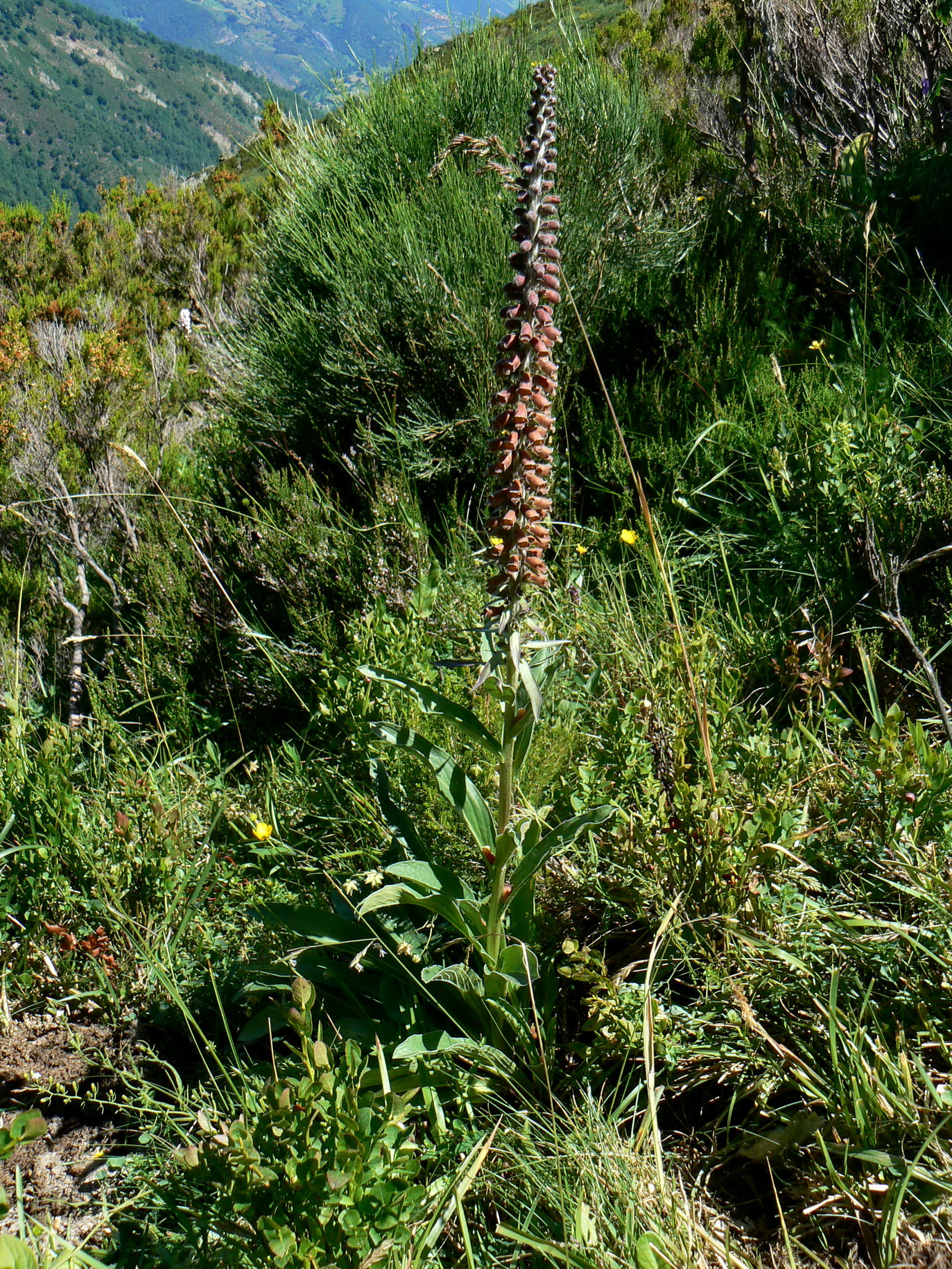
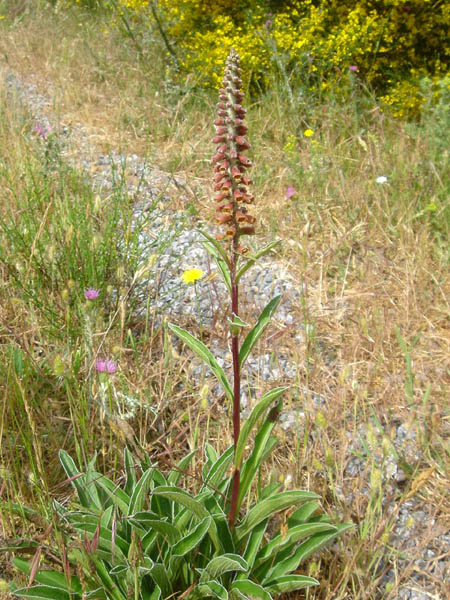
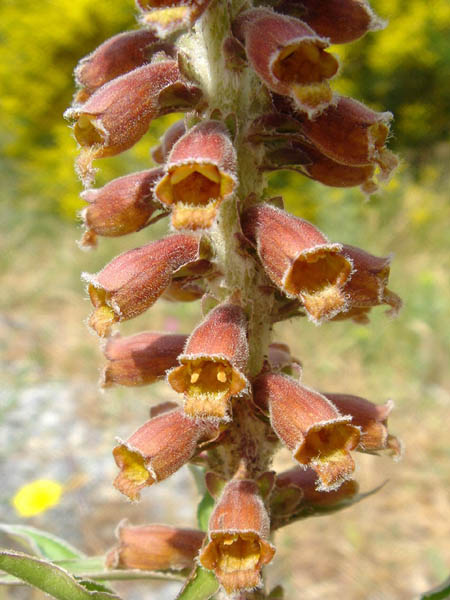